# فيليميت
الفيليميت (Willemite) هو معدن من معادن السيليكات من مجموعة الفيناكيت، وهو من الخامات النادرة للزنك. له الصيغة العامة [Zn2[SiO4، ويتبلور حسب النظام البلوري الثلاثي. يوجد المعدن في الطبيعة بألوان متعدّدة، ولكن ما يميّزه أنّه يعطي تألّقاً باللون الأخضر عند تعريضه الأشعّة فوق البنفسجيّة ذات الطول الموجي القصير.
اكتشف هذا المعدن سنة 1830 وسمّي على شرف الملك فيليم الأول، ملك هولندا.

## التشكل والمعادن المرافقة
يتشكّل الفيلميت عادةً من تغيّر في تركيب خامات معدن السفاليريت، وغالباً ما يترافق مع حجر الجيري. يوجد أيضاً في الرخام، ويمكن أن يكون نتيجة حدوث تحوّل لتوضعّات سابقة من هيميمورفيت Hemimorphite أو سميثسونيت. يترافق المعدن أيضاً مع الزنكيت الأحمر والفرانكلينيت، مع العلم أنّ المعدنين الأخيرين غير متألّقَين.

## الخصائص

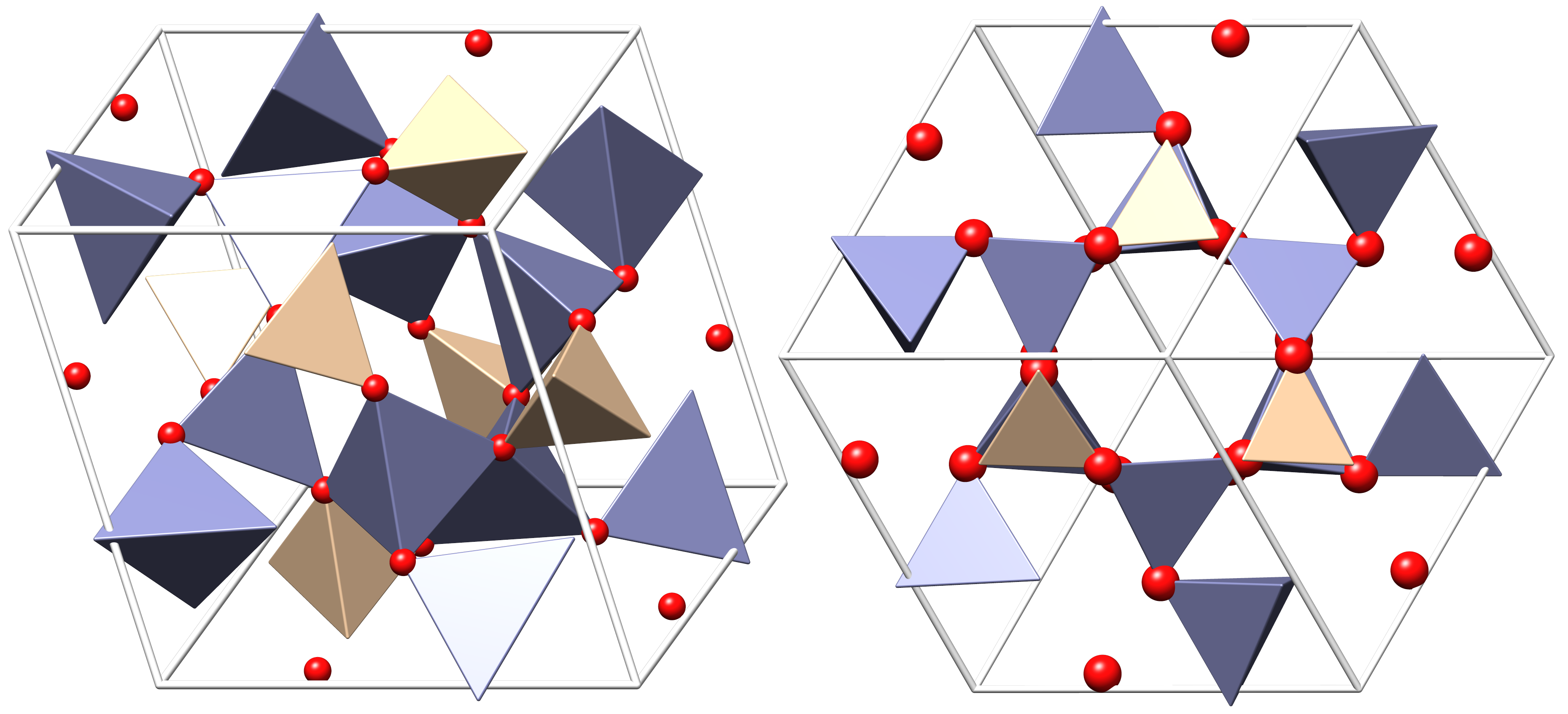
البنية البلورية لمعدن فيليميت

من أهم خصائص معدن الفيلميت هو إصداره لتألّق قوي أخضر اللون عند تعرّضه إلى أشعّة فوق بنفسجية قصيرة الموجة. ولذلك استخدم في السابق في تصنيع مصابيح الفلوريسنت وذلك بتطعيمه بفلز المنغنيز أو البيريليوم.
لمعدن الفيلميت صلادة موس مقدارها 5.5 وكثافة تتراوح بين 3.9 و4.2 غ/سم3.

## التوزع الجغرافي
يوجد معدن الفيليميت في الولايات المتحدة الأمريكية، وذلك في أريزونا ونيو جيرسي، كذلك في كندا. كما يوجد في الأرجنتين وفي جنوب وغرب أستراليا، بالإضافة إلى عدد من الدول الأوروبية مثل بلجيكا وألمانيا وإيطاليا والنمسا. أمّا في القارة الأفريقية فيوجد في جمهورية الكونغو الديمقراطية وناميبيا.

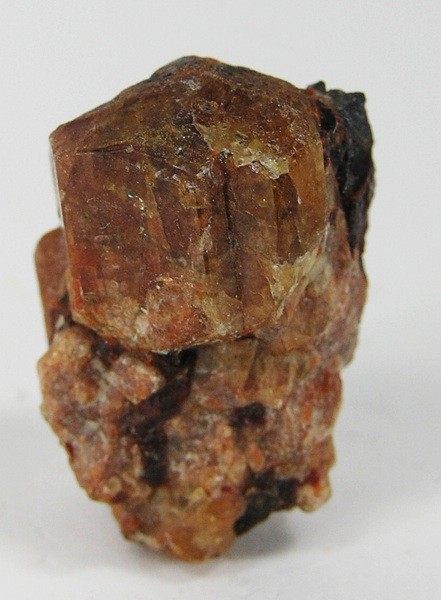
معدن فيلميت له لون برتقالي-بني في الضوء العادي..
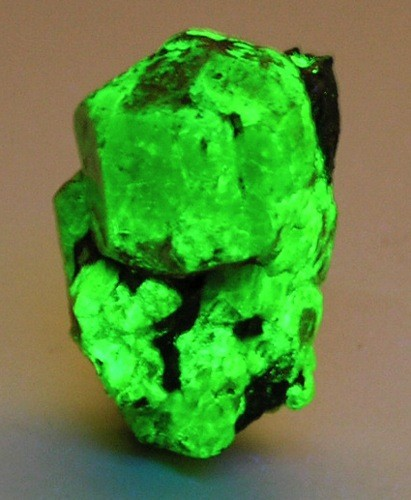
..وتحت ضوء الأشعة فوق البنفسجية.